# C/1990 E1 Cernis-Kiuchi-Nakamura
C/1990 E1 (Cernis-Kiuchi-Nakamura) è una cometa non periodica. Unica sua particolarità è di avere una MOID relativamente stretta con il pianeta Marte.